# Politisk og Physisk Magazin
Politisk og Physisk Magazin var et dansk tidsskrift der udkom i perioden januar 1793 – december 1806 (fra 1800 med titlen Politisk og historisk Magazin).
Bladet blev grundlagt af lægen Rudolph Buchhave og var fra starten stærkt præget af de radikale idéer der udsprang af den franske revolution. Tidsskriftets undertitel var "Mest af udenlandsk læsning", hvilket skal forstås sådan at størstedelen af indlæggene var oversættelser af udenlandske revolutionsmænd og sympatisører, som f.eks. Thomas Paine, Thomas Jefferson og Maximilien Robespierre, – bladet vedblev endda at støtte denne sidste under Terrorregimet. Derudover indeholdt det bl.a. naturvidenskabelige indlæg, fortrinsvis om medicinske emner, som oftest skrevet af Buchhave selv. Efter 1800 ændredes dette af chefredaktør Christian Carl Boeck til overvejende at bringe artikler af historisk indhold under titlen Politisk og historisk Magazin.
Magasinet udkom én gang om måneden med over 100 sider pr. nummer, og tryktes i perioden 1793 – december 1794 af bogtrykker Christian Frederik Holm, fra januar 1795 af Johan Rudolph Thiele, og fra 1805 af Boas Brünnich.

## Chefredaktører
- Rudolph Buchhave (1793-november 1796)
- Auditør senere kancelliråd Christian Carl Boeck (1797-1804)
- Revisor og kontorchef i Rentekammeret Thomas Aabye (til januar 1805)
- Løjtnant Hans Rødberg Sunde (januar 1806)
- Præst Hans Christian Michelsen (april 1806)